# Josef Bergmaier
Josef Bergmaier (Monaco di Baviera, 5 marzo 1909 – Orël, 5 marzo 1943) è stato un calciatore tedesco, di ruolo attaccante.

## Palmarès

### Club

#### Competizioni nazionali
- Campionato tedesco: 1

Bayern Monaco: 1931-1932